# NGC 4894
NGC 4894 is een lensvormig sterrenstelsel in het sterrenbeeld Hoofdhaar. Het hemelobject werd op 30 maart 1827 ontdekt door de Britse astronoom John Herschel.

## Synoniemen
- ZWG 160.247
- DRCG 27-122
- PGC 44732